# Gongylidiellum caucasicum
Gongylidiellum caucasicum es una especie de araña araneomorfa del género Gongylidiellum, familia Linyphiidae. Fue descrita científicamente por Tanasevitch & Ponomarev en 2015.
Se distribuye por Rusia. El cuerpo del macho mide aproximadamente 1,38 milímetros de longitud y el de la hembra 1,5 milímetros.